# Miuraea
Miuraea is een monotypisch geslacht van schimmels dat behoort tot familie Mycosphaerellaceae. Het geslacht bevat alleen Miuraea degenerans.